# Waleed Ali
Waleed Ali (en árabe: وليد علي‎, Kuwait, Kuwait, 3 de noviembre de 1980) es un exfutbolista kuwaití que jugaba en la posición de centrocampista.

## Carrera

### Club
| Periodo   | Club                    | Apariciones | Goles |
| --------- | ----------------------- | ----------- | ----- |
| 1997–2004 | Khaitan SC              | 58          | 1     |
| 2004–2015 | Al Kuwait Kaifan        | 111         | 21    |
| 2011      | → Esteghlal FC (cedido) | 2           | 1     |

### Selección nacional
Jugó para Kuwait en 136 ocasiones de 2002 a 2014 y anotó ocho goles; ganó la Copa de Naciones del Golfo de 2010, en los Juegos Asiáticos de 2002 y en dos ediciones de la Copa Asiática.

## Logros

### Club
- Liga Premier de Kuwait (5): 2005–06, 2006–07, 2007–08, 2012–13, 2014–15
- Copa del Emir de Kuwait (1): 2013-14
- Copa de la Corona de Kuwait (2): 2008, 2010
- Supercopa de Kuwait (2): 2010, 2015
- Copa Federación de Kuwait (3): 2009–10, 2011–12, 2014–15
- Copa AFC (2): 2012, 2013

### Selección nacional
- Copa de Naciones del Golfo (1): 2010

## Estadísticas

### Goles con selección nacional
| No | Fecha      | Sede                                                | Rival          | Marcados | Resultado | Torneo                                               |
| -- | ---------- | --------------------------------------------------- | -------------- | -------- | --------- | ---------------------------------------------------- |
| 1. | 3-12-2003  | Kazma SC Stadium, Kuwait City, Kuwait               | Irán           | 3–0      | 3–1       | Amistoso                                             |
| 2. | 20-12-2003 | Pafiako Stadium, Paphos, Cyprus                     | Letonia        | 2–0      | 2–0       | Amistoso                                             |
| 3. | 13-10-2004 | Kazma SC Stadium, Kuwait City, Kuwait               | China          | 1–0      | 1–0       | Clasificación para la Copa Mundial de Fútbol de 2006 |
| 4. | 5-12-2010  | 22 May Stadium, Aden, Yemen                         | Arabia Saudita | 1–0      | 1–0       | Copa de Naciones del Golfo de 2010                   |
| 5. | 2-7-2011   | Camille Chamoun Sports City Stadium, Beirut, Líbano | Líbano         | 3–0      | 6–0       | Amistoso                                             |
| 6. | 2-7-2011   | Camille Chamoun Sports City Stadium, Beirut, Líbano | Líbano         | 6–0      | 6–0       | Amistoso                                             |
| 7. | 28-7-2011  | Rizal Memorial Stadium, Manila, Filipinas           | Filipinas      | 2–1      | 2–1       | Clasificación para la Copa Mundial de Fútbol de 2014 |
| 8. | 3-3-2014   | Enghelab Stadium, Karaj, Irán                       | Irán           | 1–1      | 2–3       | Clasificación para la Copa Asiática 2015             |